# Мурацан
Мураца́н (настоящее имя Григо́р Тер-Иованнися́н) (арм. Գրիգոր Տէր-Յովհաննիսեան; 1 декабря 1854 года — 30 августа 1908 года) — классик армянской литературы, автор исторических романов, рассказов и пьес.

## Биография
Выдающийся армянский писатель Григор Тер-Ованнисян родился в 1854 году в городе Шуши Елизаветпольской губернии Российской империи в семье ремесленника.
Начальное образование получил в частной школе. Далее учился в Шушинской церковно-приходской школе, которую окончил в 1873 году. По окончании школы в 1875—1876 годах он преподавал армянский язык и историю в школе известного педагога Хорена Степана. В 1877 г. Мурацан много путешествовал по памятным историческим местам Карабаха и Сюника.
В 1878 году Мурацан уезжает в Тифлис, где обучается ведению бухгалтерии и начинает работать в одном из торговых домов Тифлиса. Писатель прожил в Тифлисе до конца жизни. Его последние годы были тяжелыми. Из-за проблем в семье писатель тяжело заболел.
Мурацан умер в 1908 году в Тифлисе, оставив после себя богатое творческое наследие, хотя многие его произведения увидели свет только после его смерти.
Похоронен в Пантеоне Ходживанка в Тбилиси.

## Творчество
Мурацан начал писать ещё в юношеские годы. Это были в основном романтические стихотворения, которые публиковались в периодических изданиях «Арарат» и «Рассвет». В 1881 году он написал историческую драму «Рузан или Девушка-патриотка», которая увидела свет только в 1900 году в журнале «Театр» и сразу же принесла ему известность. В 1880-е годы Мурацан написал несколько рассказов, повестей и романов. Это «Армянская протестантская семья», «Моя католическая невеста», «Богатые развлекаются», «Беспричинная княжна» и другие.
В 1896 году был опубликован роман Мурацана «Геворг Марзпетуни», в котором рассказывается о событиях X века эпохи армянского царства Багратидов. В образе армянского царя Ашота Железного писатель воплотил трагическое противопоставление личного счастья и долга. Согласно Мурацану, историческая личность не имеет права на свободу, а свободный человек не имеет права быть царём. С этой точки зрения в образе Геворга Марзпетуни Мурацан воплотил свой общественный идеал.
В 1890 годы Мурацаном были написаны рассказы «Горе госпожи Пиларян» (1897), «Протест венков» (1899), «Почему не приняли мою подпись» (1902), в которых писатель подвёрг острой сатире идеологов либерализма. В рассказах «Ходживанк» (1886), «Загадка отгадана» (1890), «Который из двух» (1891), «Мужчина предполагает, а женщина распоряжается» (1897), «До востребования» (1899) писатель показывает необъяснимые парадоксы, которые таятся в психике человека.
Большой известностью пользуются также такие произведения Мурацана, как «Апостол», «Ноев ворон», «Центр света», «Андреас Ерец» и другие.

### «Геворг Марзпетуни»
«Геворг Марзпетуни» является самым известным произведением Мурацана. Роман был опубликован в 1896 году. В этом историческом романе Мурацан поднимает вопросы, которые интересовали многих писателей во все времена: каким должно быть соотношение личной свободы и долга перед Родиной, в чём заключается героизм и другие. Мурацан рассказывает о событиях начала X века, когда армянский народ вёл неравную борьбу против арабского владычества. Армянским царём в то время был Ашот II Железный — дальновидный политик и отличный военный стратег. Ему противостоял арабский халиф Бешир, который поставил целью завоевать армянские земли. Об этом трудном для Армении периоде Мурацан рассказывает на примере событий из жизни реальной исторической личности — знатного армянского дворянина, князя (ишхана) Геворга Марзпетуни, который прославился своими победами в сраженьях против арабских захватчиков.
Самый известный эпизод романа повествует о том, как арабское войско, которых возглавлял Бешир, продвинувшись вглубь страны, подходит к берегу озера Севан. Бешир надеется сломить сопротивление армян и захватить в плен армянского царя. Но немногочисленному армянскому войску во главе с Ашотом Железным, благодаря его хитроумному плану удаётся разбить во много раз превосходящую по численности армию арабов.
Главные герои: Геворг Марзпетуни, Ашот II , царица Саакануйш, няня Седа, Католикос Ованес.

### «Рузан»
«Рузан» —- стихотворная драма, в которой действие происходит в XIII веке в период походов монголо-татар на Армению. В драме рассказывается о дочери князя Гасан-Джалал Дола, которая была казнена монголо-татарами. Перед лицом смерти Рузан отказалась предать Родину и осталась верна своей вере.

### «Андреас Ерец»
Сюжет романа «Андреас Ерец» посвящён истории Нахиджевана. Сюжет романа похож на сюжет «Рузан». Действие разворачивается в XVII веке в Агулисе. Андреас Ерец, житель этих мест, умирает от руки врага. Главный герой книги не отрекается от своей веры и умирает во имя веры. Смысл произведения — «учить других ответственности за что-то» и «человеческую душу поднять против мучений и жестокости».